# Африкански екзархат
Африканският екзархат, също Картагенски екзархат:с. 343 е административна част от Византийската империя, съществувала от 590 до 698 година. Столицата му е Картаген.
Заема западната част на Северна Африка (старите провинции Африка, Триполитания, Нумидия и Маврeтания) - територията, отвоювана от Велизарий - пълководец на служба при император Юстиниан I, при разгрома на Вандалското кралство, както и островите в Западното Средиземноморие (Сардиния, Корсика, Малта, Балеарските острови), към които се прибавят и силно редуцираните владения на империята в Южна Испания (обект на завоеванията на готи, алани и вандали).
Африканският екзархат е превзет от арабите през 698 година.